# 張家口市
張家口市（ちょうかこう-し、モンゴル語：ᠴᠢᠭᠣᠯᠠᠯᠲᠣ
ᠬᠠᠭᠠᠯᠭ᠎ᠠ、転写：Čiɣulaltu qaɣalɣa、満洲語: ᡳᠮᡳᠶᠠᠩᡤᠠ
ᠵᠠᠰᡝ、転写：imiyangga jase）は、中華人民共和国河北省北西部に位置する地級市。かつてはモンゴル諸語で万里の長城の「門」をあらわすハルガ hālga またはカルガ kālga（その元の形はkaghalga）から、カルガン（Kalgan）の名でも知られていた。『北京の北門』とも呼ばれ、北京の北を取り巻く万里の長城の主要な門「大境門」のすぐ外側に位置し、ここを制したものは北方から北京を攻める場合にも、北京を守る場合にも有利になるという。

## 地理
張家口市は河北省西北の山間の盆地に位置する。北は内モンゴル自治区、南は万里の長城をへだてて首都の北京市と河北省保定市、東は河北省承徳市、西は内モンゴル自治区と山西省に隣接する。市域は南北300km、東西228kmに渡って広がり、張家口市街のはるか北、張北県・康保県にまで広がっているが、逆に南側の懐来県・宣化区・涿鹿県にも広がっており、これらは北京から20kmも離れていない。
市域北部は高原で、南部は洋河の谷間になる。
蔚県と涿鹿県の境にある小五台山山地は太行山脈の北部に当たり平均海抜2000mで、その主峰の東台は2,882mの高さとなり、河北省の最高峰である。
張家口市の市街地は清水河の両岸に広がり、東・西・北の三面を山に囲まれ市街地は南北に細長く、南面にわずかな平原がある。万里の長城の支線が北の山をうねりながら伸び、市内から見ることができる。気候のせいもあり市外を囲む山々は緑が少ないが、市民の長年の努力で、いくつかの森林公園が完成した。
土地のうち、耕地が30%、牧草地が15%、森林が20%を占める。特に牧草地面積は河北省では承徳市に次いで第二位で、康保・尚義・張北・沽源の北部4県に集中している。これら北部地域は牧畜が主産業で、河北省の牧畜基地である。
南部を流れる桑乾河・洋河・潮白河の沿岸は肥沃な平野になっており、穀物や果物を産する。川や地下水が多く水資源は豊かで、127のダムのほか地下水くみ上げ施設などがあり、その水は灌漑に使われる。ダムのほとんどは小型ダムだが、大型ダムが2基存在する。
北京市と包頭市を連絡する鉄道の他、オリンピックの誘致を受けて高速鉄道ネットワーク（京張都市間鉄道）も建設されるようになった。河北省と内モンゴル、中国西北部・モンゴル国と北京とを結ぶ、交通の要衝であり、物資の集散地であり、軍事的な要地でもある。

## 気候
冷帯の大陸性の乾いた気候であり、年平均降水量はわずか406mm、年平均気温は8.8℃である。
| 張家口市 (1971−2000)の気候 | 張家口市 (1971−2000)の気候 | 張家口市 (1971−2000)の気候 | 張家口市 (1971−2000)の気候 | 張家口市 (1971−2000)の気候 | 張家口市 (1971−2000)の気候 | 張家口市 (1971−2000)の気候 | 張家口市 (1971−2000)の気候 | 張家口市 (1971−2000)の気候 | 張家口市 (1971−2000)の気候 | 張家口市 (1971−2000)の気候 | 張家口市 (1971−2000)の気候 | 張家口市 (1971−2000)の気候 | 張家口市 (1971−2000)の気候 |
| 月                         | 1月                        | 2月                        | 3月                        | 4月                        | 5月                        | 6月                        | 7月                        | 8月                        | 9月                        | 10月                       | 11月                       | 12月                       | 年                         |
| -------------------------- | -------------------------- | -------------------------- | -------------------------- | -------------------------- | -------------------------- | -------------------------- | -------------------------- | -------------------------- | -------------------------- | -------------------------- | -------------------------- | -------------------------- | -------------------------- |
| 最高気温記録 °C （°F）     | 9.7 (49.5)                 | 18.2 (64.8)                | 22.6 (72.7)                | 31.5 (88.7)                | 36.8 (98.2)                | 37.7 (99.9)                | 39.2 (102.6)               | 36.0 (96.8)                | 33.5 (92.3)                | 27.7 (81.9)                | 20.4 (68.7)                | 14.0 (57.2)                | 39.2 (102.6)               |
| 平均最高気温 °C （°F）     | −2.2 (28)                  | 1.5 (34.7)                 | 8.4 (47.1)                 | 17.9 (64.2)                | 24.8 (76.6)                | 28.5 (83.3)                | 29.4 (84.9)                | 27.7 (81.9)                | 23.2 (73.8)                | 16.3 (61.3)                | 6.6 (43.9)                 | −0.4 (31.3)                | 15.1 (59.3)                |
| 日平均気温 °C （°F）       | −8.3 (17.1)                | −5.0 (23)                  | 2.0 (35.6)                 | 10.9 (51.6)                | 17.8 (64)                  | 22.1 (71.8)                | 23.7 (74.7)                | 22.0 (71.6)                | 16.6 (61.9)                | 9.6 (49.3)                 | 0.5 (32.9)                 | −6.2 (20.8)                | 8.8 (47.8)                 |
| 平均最低気温 °C （°F）     | −12.9 (8.8)                | −10 (14)                   | −3.6 (25.5)                | 4.6 (40.3)                 | 11.2 (52.2)                | 16.0 (60.8)                | 18.7 (65.7)                | 17.2 (63)                  | 11.2 (52.2)                | 4.3 (39.7)                 | −4 (25)                    | −10.5 (13.1)               | 3.5 (38.4)                 |
| 最低気温記録 °C （°F）     | −24.6 (−12.3)              | −21.9 (−7.4)               | −16.5 (2.3)                | −7.7 (18.1)                | −1.3 (29.7)                | 5.1 (41.2)                 | 12.5 (54.5)                | 7.2 (45)                   | 1.1 (34)                   | −9.1 (15.6)                | −17.5 (0.5)                | −22.2 (−8)                 | −24.6 (−12.3)              |
| 降水量 mm （inch）         | 2.0 (0.079)                | 4.1 (0.161)                | 9.1 (0.358)                | 14.0 (0.551)               | 33.1 (1.303)               | 60.6 (2.386)               | 109.9 (4.327)              | 100.5 (3.957)              | 45.0 (1.772)               | 16.9 (0.665)               | 6.3 (0.248)                | 2.1 (0.083)                | 403.6 (15.89)              |
| 平均降水日数 （≥0.1 mm）   | 1.7                        | 2.5                        | 4.6                        | 4.8                        | 7.6                        | 10.2                       | 13.4                       | 12.8                       | 9.1                        | 4.3                        | 2.6                        | 1.7                        | 75.3                       |
| 出典：Weather China        |                            |                            |                            |                            |                            |                            |                            |                            |                            |                            |                            |                            |                            |

## 歴史
市域の北部は歴史的には遊牧民族の支配地域、市域南部は漢民族らによる農耕地域であった。しばしば遊牧民族による征服を受けたが、次第に農耕地域が拡大し遊牧は廃れていった。
春秋時代、北部は匈奴や東胡の居住地で、南部は燕国や代国の領土であったとされていた。
秦朝が中国を統一すると郡県制を施行し、市域は代郡及び上谷郡に属するようになった。漢代になると中原の統治権が弱体化し、北方民族である烏桓・匈奴・鮮卑らが進出し、魏晋南北朝時代を通じて北方民族の支配を受ける地域となった。
隋朝が成立すると市域も中原支配を受けるようになり、東部は涿郡、西部は雁門郡の管轄とされるようになり、唐代になると河北道に属し嬀州及び新州、一部が蔚州に属した。
五代十国時代、石敬瑭によりこの地域は遼に割譲され、遼代には嬀州・蔚州・奉聖州・帰化州・儒州に属した。後には金朝の領土となるも野狐嶺の戦いでチンギス・カンのモンゴル帝国軍との中国北部の支配権を賭けた決戦の地となり、金朝に勝ったモンゴル帝国に組み込まれることとなった。

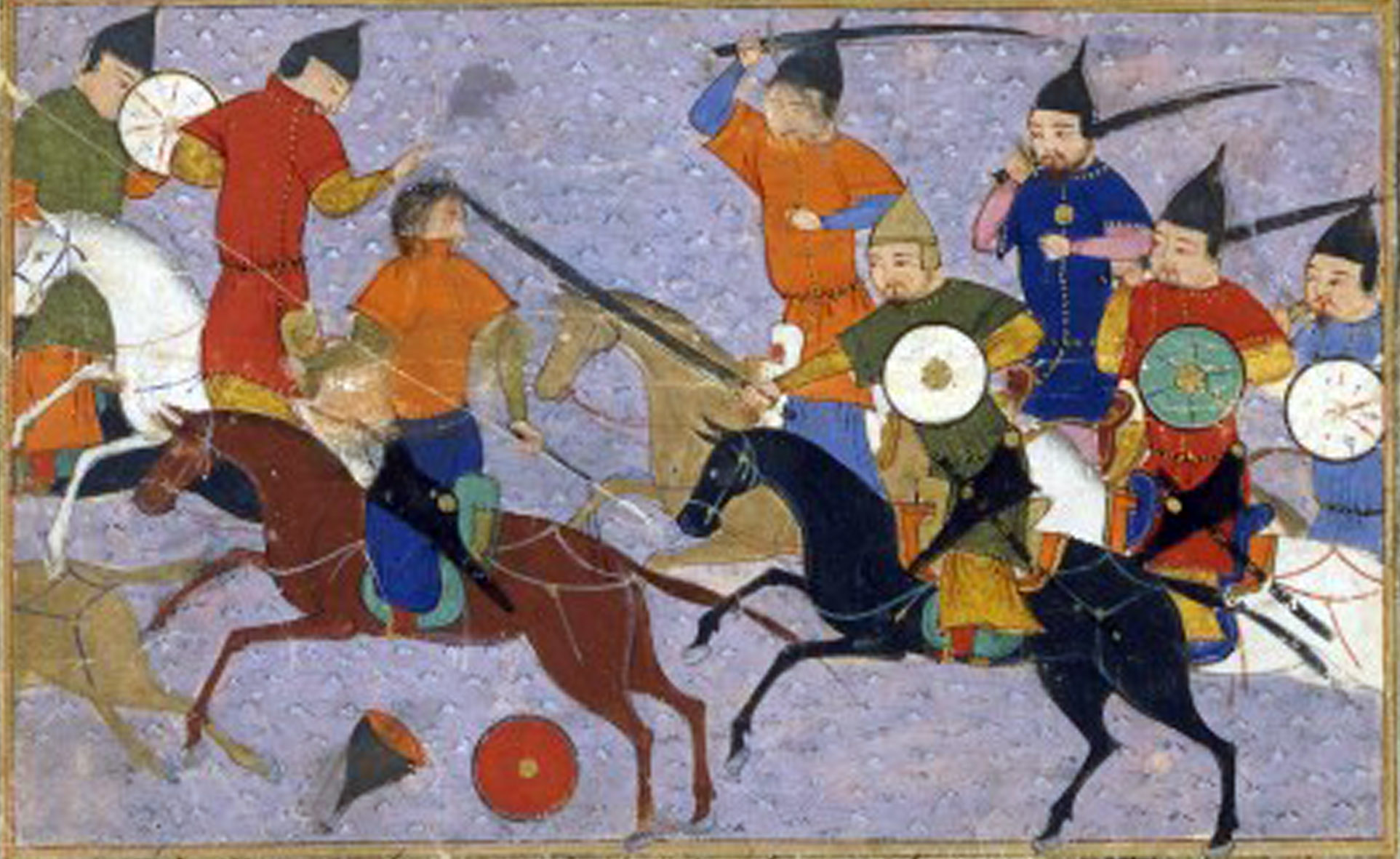
野狐嶺の戦い

クビライ・カアンによって元朝が成立すると、市域に中書省上都路宣徳府を設置、市西北部は共和路（現在の張北県一帯）に属した。また、第7代カアンのカイシャンのころにカラコルム・上都・大都に続く新たな都として元中都の建設が進められた。
明代になると、延慶州・保安州・雲州・蔚州および万全都指揮使司十二衛の地となった。1429年（宣徳4年）には張家口堡を築き、京師宣府鎮に属させた。1449年（正統14年）には土木堡で土木の変が発生している。1613年（万暦41年）には来遠堡が設置され、モンゴルとの間の貿易拠点とされている。清代になると1724年（雍正2年）に遊牧民族を管理する口北三庁（多倫諾爾庁・独石口庁・張家口庁）が設置され、張家口市域の大部分は張家口庁に属していた。南部は宣化府（現在の宣化区）に属していた。

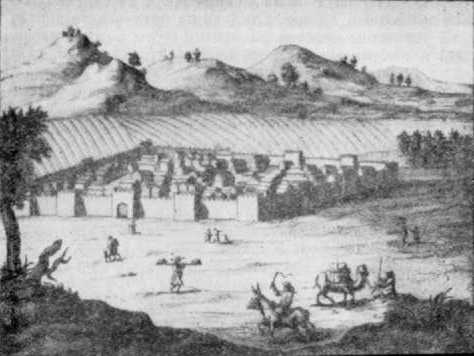
張家口（1698年）

中華民国が成立すると当初は宣化府万全県に属したが、1913年（民国2年）の府制廃止に伴い直隷省察哈爾特別区口北道の管轄とされた。1928年（民国17年）以降は直隷省から分離し新設された察哈爾省（チャハル省）の省都とされた。1937年（民国26年）9月、日中戦争が勃発すると対日協力政権である察南自治政府が成立、その首都となる。1939年（民国28年）には蒙古聯合自治政府の首都となり、張家口特別市が設置された。ソ連対日参戦の際はソビエト連邦とモンゴル人民共和国の連合軍が侵攻して1945年8月21日まで在留邦人を後送させようとした日本軍（駐蒙軍）との激戦地となっており、ソ蒙連合軍烈士記念塔が建てられて現在もロシア連邦軍とモンゴル国軍の代表団も交えて記念行事が行われている。同年8月23日にはソ連とモンゴルに続いて八路軍が制圧して晋察冀辺区政府に組み込まれ、1946年には軍事調処執行部（三人委員会）の米国代表ジョージ・マーシャル、国民党代表張治中、共産党代表周恩来は張家口に対する中国共産党の実効支配を認めることで合意した。内モンゴル自治運動連合会が置かれるも同年に始まった国共内戦では中国国民党軍に一時占領されることもあった。1947年に張垣市と改称された。
中華人民共和国が成立した1949年12月に内モンゴル自治区の政府機関所在地となるも、1952年に張家口市は河北省に編入された。1955年には宣化市を併合、宣化区とした。中ソ対立時代はソ連の侵攻に備え張家口の陸軍が増強された。1993年には周囲の張家口地区と合併し、地級市の張家口市が誕生した。
2022年北京オリンピックではノルディックスキー、フリースタイルスキー、スノーボード、バイアスロンが開催された。

## 民族
民族は漢族が主であるが、遊牧民族との境にあるため、また中国各地からの工場などへの流入があるため、民族構成は複雑である。回族、満族、モンゴル族、チベット族、朝鮮族、ペー族（白族）、ウイグル族、イ族（彝族）、リー族（黎族）、チワン族（壮族）、トン族（侗族）、プイ族（布依族）、高山族、トゥチャ族（土家族）、ミャオ族（苗族）、カザフ族（哈薩克族）、ダウール族（達斡爾族）、オロス族（俄羅斯族）、ヤオ族（瑶族）、ハニ族（哈尼族）、タイ族（傣族）、シェ族（畲族）、ラフ族（拉祜族）、シベ族（錫伯族）、エヴェンキ族（鄂温克族）など26の少数民族が住む。

## 行政区画
6区10県を管轄する。なお、市内の行政区を再編する計画（県を市に変える、区を分割するなど）がある。
- 区
  - 橋西区：面積141平方キロメートル、人口23万。
  - 橋東区：面積113平方キロメートル、人口25万。
  - 宣化区：面積2,391平方キロメートル、人口59万。
  - 下花園区：面積315平方キロメートル、人口7万。
  - 万全区：面積1,158平方キロメートル、人口22万。県人民政府所在地は孔家荘鎮。
  - 崇礼区：面積2,326平方キロメートル、人口12万。県人民政府所在地は西湾子鎮。
- 県
  - 張北県：面積4,232平方キロメートル、人口37万。県人民政府所在地は張北鎮。
  - 康保県：面積3,365平方キロメートル、人口28万。県人民政府所在地は康保鎮。
  - 沽源県：面積3,601平方キロメートル、人口23万。県人民政府所在地は平定堡鎮。
  - 尚義県：面積2,621平方キロメートル、人口19万。県人民政府所在地は南壕塹鎮。
  - 蔚県：面積3,216平方キロメートル、人口46万。県人民政府所在地は蔚州鎮。
  - 陽原県：面積1,834平方キロメートル、人口28万。県人民政府所在地は西城鎮。
  - 懐安県：面積1,706平方キロメートル、人口25万。県人民政府所在地は柴溝堡鎮。
  - 懐来県：面積1,793平方キロメートル、人口34万。県人民政府所在地は沙城鎮。
  - 涿鹿県：面積2,799平方キロメートル、人口33万。県人民政府所在地は涿鹿鎮。
  - 赤城県：面積5,238平方キロメートル、人口28万。県人民政府所在地は赤城鎮。

| 張家口市の地図 |
| --- |
| 1 下花園区 橋東区 宣化区 崇礼区 万全区 張北県 康保県 沽源県 尚義県 蔚県 陽原県 懐安県 懐来県 涿鹿県 赤城県 1. 橋西区 |

### 年表
この節の出典

#### 察哈爾省張家口市
- 1949年10月1日 - 中華人民共和国察哈爾省張家口市が発足。一区から四区までの区が成立。(4区)
- 1949年12月2日 - 内モンゴル自治政府は内モンゴル自治区に改称し、ウランホトから張家口市に政府機関を移す。
- 1952年8月 - 内モンゴル自治区の省都はフフホトとなる。
- 1952年11月15日 - 察哈爾省は消滅し、張家口市は河北省に編入される。

#### 察哈爾省宣化市
- 1949年10月1日 - 中華人民共和国察哈爾省宣化市が発足。一区・二区・下花園鉱区・龐家堡鉱区が成立。(4区)
- 1952年11月15日 - 察哈爾省の分割により、河北省宣化市となる。

#### 察南専区
- 1949年10月1日 - 中華人民共和国察哈爾省察南専区が成立。宣化県・万全県・竜関県・赤城県・四海県・延慶県・懐来県・涿鹿県・蔚県・陽原県・天鎮県・懐安県が発足。(12県)
- 1949年10月 (12県)
  - 河北省通県専区昌平県の一部(董家溝村・里長溝村・景児溝村・慈母川村・鉄炉子村・露破石村・沙塘溝村)が延慶県に編入。
  - 延慶県の一部(三堡地区)が河北省通県専区昌平県に編入。
- 1950年1月 - 陽原県、雁北専区広霊県の各一部が蔚県に編入。(12県)
- 1951年 - 四海県が延慶県・赤城県、熱河省灤平県に分割編入。(11県)
- 1952年8月 - 宣化県・万全県・竜関県・赤城県・延慶県・懐来県・涿鹿県・蔚県・陽原県・天鎮県・懐安県が省直轄県級行政区となり、察南専区廃止。

#### 察北専区
- 1949年10月1日 - 中華人民共和国察哈爾省察北専区が成立。張北県・康保県・宝源県・ドロンノール県・崇礼県・尚義県・商都県・化徳県が発足。(8県)
- 1950年5月 (6県)
  - 化徳県の一部が商都県に編入。
  - 宝源県・ドロンノール県の各一部が合併し、沽源県が発足。
  - 宝源県・化徳県・ドロンノール県が内モンゴル自治区チャハル盟に編入。
- 1951年4月24日 - 内モンゴル自治区チャハル盟宝昌県の一部が張北県に編入。(6県)
- 1952年11月15日 - 崇礼県・張北県・沽源県・康保県・尚義県・商都県が河北省張家口専区に編入。

#### 河北省張家口市(第1次)
- 1953年2月 - 一区・二区・三区の各一部が四区に編入。(4区)
- 1953年4月29日 - 張家口専区万全県の一部が四区に編入。(4区)
- 1955年8月8日 - 宣化市(4区)を編入。(6区1鎮)
  - 一区・二区(旧宣化市)が合併し、宣化鎮が発足。
  - 龐家堡鉱区が龐家堡区に改称。
  - 下花園鉱区が下花園区に改称。
- 1955年12月8日 (5区1鎮)
  - 一区が橋東区に、四区が茶坊区にそれぞれ改称。
  - 二区・三区が合併し、橋西区が発足。
- 1956年4月5日 - 下花園区が鎮制施行し、下花園鎮となる。(4区2鎮)
- 1957年12月5日 - 張家口専区竜関県の一部が龐家堡区に編入。(4区2鎮)
- 1958年4月28日 - 張家口市が張家口専区に編入。

#### 河北省宣化市
- 1952年12月4日 (4区)
  - 張家口専区宣化県の一部が二区・龐家堡鉱区に分割編入。
  - 張家口専区竜関県の一部が龐家堡鉱区に編入。
- 1953年3月17日 - 張家口専区竜関県の一部が龐家堡鉱区に編入。(4区)
- 1953年6月4日 (4区)
  - 下花園鉱区の一部が張家口専区懐安県に編入。
  - 龐家堡鉱区の一部が張家口専区竜関県に編入。
- 1953年6月 - 張家口専区宣化県の一部が二区に編入。(4区)
- 1955年8月8日 - 宣化市が張家口市に編入。

#### 張家口専区(1952年-1959年)
- 1952年11月15日 - 察哈爾省赤城県・竜関県・延慶県・懐来県・宣化県・涿鹿県・万全県・懐安県・陽原県・蔚県、察哈爾省察北専区崇礼県・張北県・沽源県・康保県・尚義県・商都県を編入。河北省張家口専区が成立。(16県)
  - 宣化県の一部が涿鹿県に編入。
- 1952年12月4日 (16県)
  - 宣化県の一部が宣化市二区・龐家堡鉱区に分割編入。
  - 竜関県の一部が宣化市龐家堡鉱区に編入。
- 1953年3月17日 - 竜関県の一部が宣化市龐家堡鉱区に編入。(16県)
- 1953年4月29日 - 万全県の一部が張家口市四区に編入。(16県)
- 1953年5月30日 - 崇礼県の一部が張北県に編入。(16県)
- 1953年6月4日 (16県)
  - 宣化市下花園鉱区の一部が懐安県に編入。
  - 宣化市龐家堡鉱区の一部が竜関県に編入。
- 1953年6月9日 - 崇礼県の一部が赤城県に編入。(16県)
- 1953年6月 (16県)
  - 宣化県の一部が宣化市二区に編入。
  - 竜関県の一部が懐来県に編入。
- 1953年7月1日 - 蔚県の一部が保定専区淶水県に編入。(16県)
- 1953年7月 - 涿鹿県の一部が宣化県に編入。(16県)
- 1954年12月20日 - 内モンゴル自治区平地泉行政区興和県の一部が尚義県に編入。(16県)
- 1955年3月14日 - 赤城県の一部が通県専区懐柔県に編入。(16県)
- 1956年1月23日 - 保定専区淶水県の一部が蔚県に編入。(16県)
- 1956年2月21日 - 赤城県の一部が沽源県に編入。(16県)
- 1956年4月13日 - 竜関県の一部が懐来県に編入。(16県)
- 1956年4月18日 - 赤城県の一部が延慶県に編入。(16県)
- 1956年7月2日 - 沽源県の一部が張北県に編入。(16県)
- 1956年8月2日 - 懐来県の一部が涿鹿県に編入。(16県)
- 1956年9月18日 - 通県専区懐柔県の一部が延慶県に編入。(16県)
- 1957年2月20日 - 赤城県の一部が延慶県に編入。(16県)
- 1957年12月2日 - 商都県の一部が尚義県に編入。(16県)
- 1957年12月5日 - 竜関県の一部が張家口市龐家堡区に編入。(16県)
- 1958年4月28日 - 張家口市を編入。張家口市が県級市に降格。(1市16県)
- 1958年8月5日 - 張家口市の一部が竜関県に編入。(1市16県)
- 1958年10月20日 - 延慶県が北京市に編入。(1市15県)
- 1958年12月20日 (1市5県)
  - 沽源県・康保県・尚義県・商都県が張北県に編入。
  - 万全県が懐安県に編入。
  - 陽原県が蔚県に編入。
  - 宣化県が張家口市・蔚県に分割編入。
  - 涿鹿県が懐来県に編入。
  - 赤城県が竜関県に編入。
  - 崇礼県が張家口市に編入。
- 1959年5月13日
  - 張家口市が地級市の張家口市に昇格。
  - 張北県・竜関県・蔚県・懐安県・懐来県が張家口市に編入。

#### 河北省張家口市(第2次)
- 1959年5月13日 - 張家口専区張家口市が地級市の張家口市に昇格。橋東区・橋西区・崇礼区・宣化区・茶坊区・下花園鎮が成立。(5区5県1鎮)
  - 張家口専区張北県・竜関県・蔚県・懐安県・懐来県を編入。
- 1959年5月25日 - 懐安県の一部が宣化区に編入。(5区5県1鎮)
- 1960年2月16日 - 張北県の一部が分立し、商都県が発足。(5区6県1鎮)
- 1960年3月7日 - 茶坊区が橋東区・橋西区に分割編入。(4区6県1鎮)
- 1960年4月20日 - 懐安県の一部が橋西区に編入。(4区6県1鎮)
- 1960年4月26日 (4区6県1鎮)
  - 橋東区の一部(老鴉荘人民公社の一部)が橋西区に編入。
  - 橋西区の一部(東窯子人民公社の一部)が橋東区に編入。
- 1960年5月12日 - 竜関県が赤城県に改称。(4区6県1鎮)
- 1960年5月23日 - 懐安県の一部が橋西区に編入。(4区6県1鎮)
- 1960年5月26日 - 宣化区・下花園鎮および赤城県の一部が合併し、宣化市が発足。(3区1市6県)
- 1960年6月12日 - 懐安県の一部が宣化市に編入。(3区1市6県)
- 1960年7月15日 - 赤城県の一部が宣化市に編入。(3区1市6県)
- 1961年5月23日 - 張家口市が張家口専区に降格。

#### 張家口地区(1961年-1993年)
- 1961年5月23日 - 張家口市が張家口専区に降格。(2市6県)
  - 橋東区・橋西区・崇礼区が合併し、県級市の張家口市が発足。
- 1961年5月23日 - 張家口市の一部が宣化市に編入。(2市6県)
- 1961年6月5日 - 宣化市の一部が張家口市に編入。(2市6県)
- 1961年7月4日 - 宣化市の一部が赤城県に編入。(2市6県)
- 1961年7月9日 (2市13県)
  - 張北県の一部が分立し、康保県・沽源県が発足。
  - 商都県の一部が分立し、尚義県が発足。
  - 蔚県の一部が分立し、陽原県が発足。
  - 宣化市の一部が分立し、宣化県が発足。
  - 懐来県の一部が分立し、涿鹿県が発足。
  - 張家口市の一部が分立し、崇礼県が発足。
  - 張家口市の一部が宣化県に編入。
- 1962年1月1日 - 張家口市の一部が宣化市に編入。(2市13県)
- 1962年1月29日 - 宣化県の一部が宣化市に編入。(2市13県)
- 1962年2月1日 - 蔚県、保定専区易県の各一部が涿鹿県に編入。(2市13県)
- 1962年3月7日 - 商都県が内モンゴル自治区ウランチャブ盟に編入。(2市12県)
- 1962年3月27日 - 懐安県の一部が分立し、万全県が発足。(2市13県)
- 1962年8月27日 - 陽原県の一部が山西省雁北専区広霊県に編入。(2市13県)
- 1963年2月23日 - 宣化市が張家口市に編入。(1市13県)
- 1964年12月21日 - 張家口市の一部が万全県・宣化県・崇礼県に分割編入。(1市13県)
- 1965年6月16日 - 張家口市の一部が崇礼県に編入。(1市13県)
- 1967年12月 - 張家口専区が張家口地区に改称。(1市13県)
- 1983年11月15日 (12県)
  - 張家口市が地級市の張家口市に昇格。
  - 宣化県が張家口市に編入。
- 1993年6月19日 - 張北県・康保県・沽源県・尚義県・蔚県・陽原県・懐安県・万全県・懐来県・涿鹿県・赤城県・崇礼県が張家口市に編入。

#### 河北省張家口市(第3次)
- 1983年11月15日 - 張家口地区張家口市が地級市の張家口市に昇格。宣化区・橋東区・橋西区・茶坊区・下花園区・龐家堡区が成立。(6区1県)
  - 張家口地区宣化県を編入。
- 1989年12月20日 (4区1県)
  - 茶坊区が橋東区・橋西区に分割編入。
  - 龐家堡区が宣化県に編入。
- 1989年12月30日 (4区1県)
  - 宣化県の一部が下花園区に編入。
  - 橋西区の一部が橋東区に編入。
- 1991年8月6日 - 宣化県の一部が宣化区に編入。(4区1県)
- 1993年6月19日 - 張家口地区張北県・康保県・沽源県・尚義県・蔚県・陽原県・懐安県・万全県・懐来県・涿鹿県・赤城県・崇礼県を編入。(4区13県)
- 2001年12月30日 - 崇礼県の一部が橋西区に編入。(4区13県)
- 2016年1月7日 (6区10県)
  - 宣化区および宣化県の一部が合併し、宣化区が発足。
  - 万全県が区制施行し、万全区となる。
  - 崇礼県が区制施行し、崇礼区となる。
  - 宣化県の残部が橋東区・橋西区に分割編入。

## 経済
産業はとうもろこし・コーリャン・小麦・そら豆・ジャガイモなどの農業の区域と、牛・馬・羊など牧畜業が盛んな区域の境目に位置し、食品製造産業、皮革・毛皮・毛織物産業が立地する。そら豆については最高級品が栽培されている。
また、石炭・鉄鉱石・鉛・リン・ゼオライト・グラファイトなど鉱業も盛んであり、精錬・機械工業もある。
「国家級貧困県」にも指定された貧困都市であったが、北京冬季五輪の開発需要でリゾートやインフラが整備されるようになった。

## 交通

### 主要道路
高速道路は北京～張家口を結ぶ京張高速公路、張家口市宣化～山西省大同市を結ぶ宣大高速公路、丹東～ラサを結ぶ丹拉高速公路が走る。包頭～フフホト～張家口を結ぶ高速道路も2005年夏に開通した。

### 鉄道
下記の路線が旅客営業を行っている。
- 京包線 - 1909年に開業した路線で、北京と内モンゴル自治区包頭市を結んでいる。
- 豊沙線 - 北京から市内の沙城駅に至る路線であり、沙城駅で京包線に合流する。
- 京包旅客専用線（中国語版） - 2019年に開業した高速鉄道路線であり、京張都市間鉄道、呼張旅客専用線、集包線の3路線で構成される。当路線の開業により、張家口駅から北京市の北京北駅の間は高速鉄道で約1時間となり、利便性が大幅に向上した。

なお、当路線は2022年北京オリンピックの観客輸送を担っており、オリンピック期間中はコロナ禍でありながら増便が図られた。オリンピック閉会後は需要が激減し、1日1往復の運行状況となるなど、暫くの間大量輸送機関としての役目を果たせずにいた。しかし、コロナ終息後は需要が回復し、2025年4月時点のダイヤでは北京北-張家口間に40往復以上の列車が設定されている。
- 張大旅客専用線（中国語版） - 2019年に開業した、張家口と山西省大同市を結ぶ高速鉄道路線。

### 空路
軍民共用である張家口寧遠空港が2013年6月17日に開港している。

## 教育
高等教育機関：
- 張家口教育学院

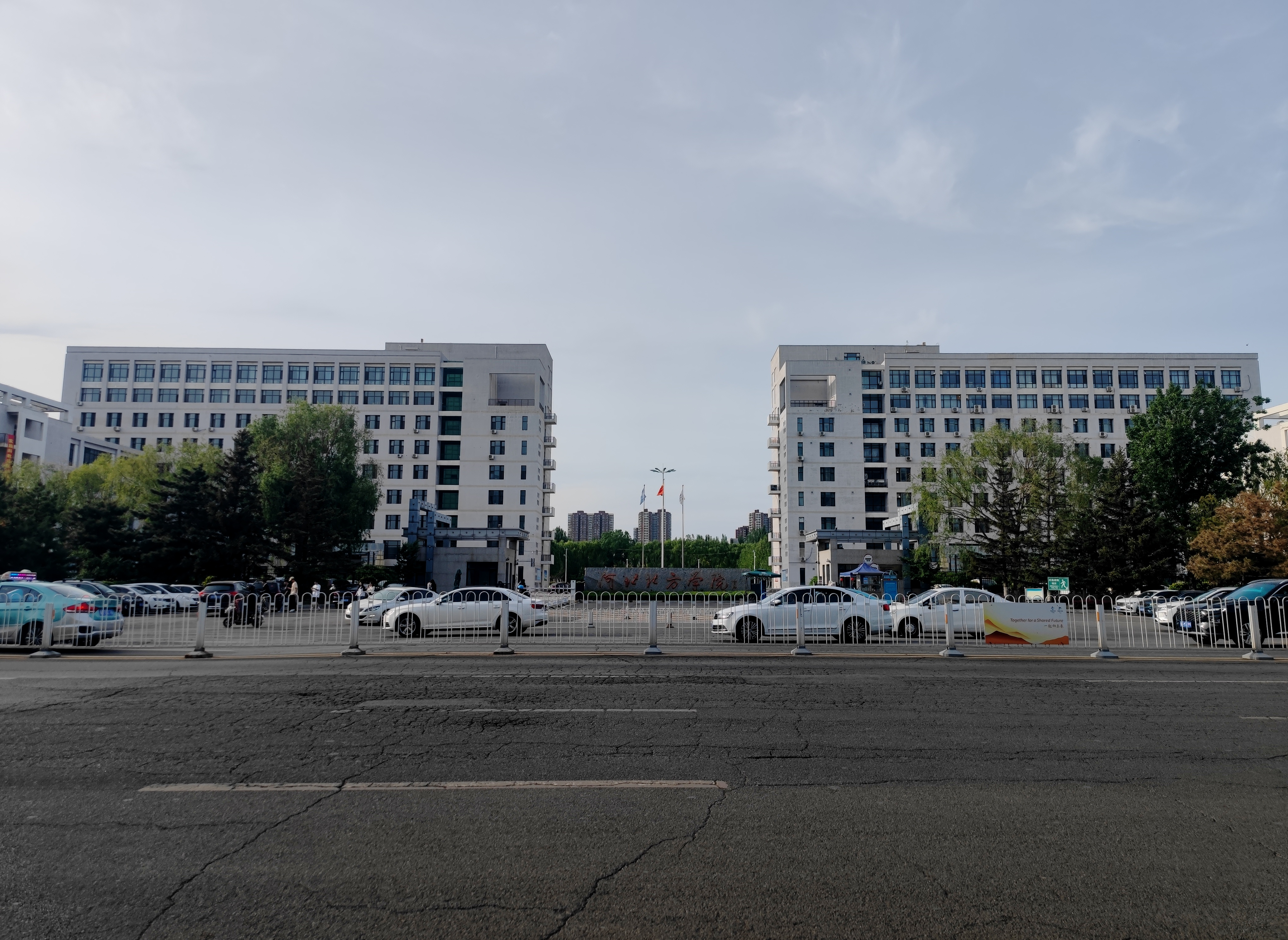
河北北方学院
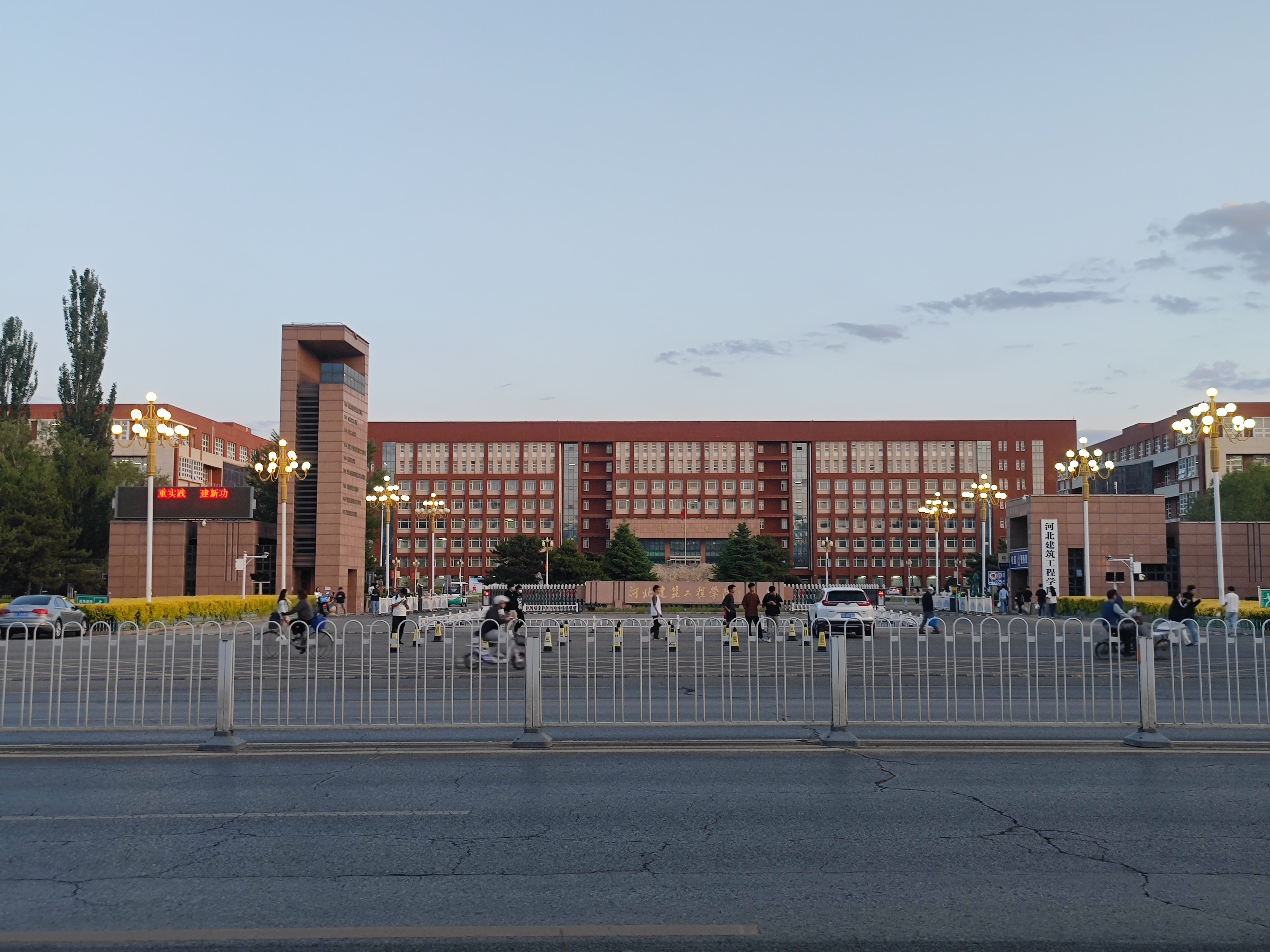
河北建築工程学院
- 張家口職業技術学院

- 河北北方学院
- 河北建築工程学院

## 古跡・観光地
万里の長城の主要な門「大境門」や、元中都遺跡、古い城壁都市の宣化城などがある。宣化と蔚県は省級歴史文化名城に、蔚県暖泉鎮は中国歴史文化名鎮に、懐来県鶏鳴駅郷の鶏鳴駅村は中国歴史文化名村に指定されている。
崇礼区西湾子鎮の紅花梁には、中国国内で最初(2004年)に誕生したスノーリゾートであるとされる万龍スキーリゾートがある。
このほかに清遠楼・鎮朔楼・水母宮・賜児山雲泉寺・張世卿壁画墓・泥河湾遺跡・土木堡などの名勝古跡がある。